# Malicorne (Allier)
Pour les articles homonymes, voir Malicorne.
Malicorne est une commune française, située dans le département de l'Allier en région Auvergne-Rhône-Alpes.

## Géographie

### Localisation
Malicorne est située au sud-ouest du département de l'Allier, à 3,4 km au nord-est de Commentry, à 14,2 km à l'est de Montluçon et à 51,6 km au sud-ouest de la préfecture Moulins.
Sept communes sont limitrophes :
| Chamblet        | Doyet     | Montvicq |
| Néris-les-Bains | Malicorne |          |
| Commentry       | Colombier | Hyds     |

### Climat
Pour des articles plus généraux, voir Climat d'Auvergne-Rhône-Alpes et Climat de l'Allier.
En 2010, le climat de la commune est de type climat océanique dégradé des plaines du Centre et du Nord, selon une étude du CNRS s'appuyant sur une série de données couvrant la période 1971-2000. En 2020, Météo-France publie une typologie des climats de la France métropolitaine dans laquelle la commune est exposée à un climat de montagne ou de marges de montagne et est dans la région climatique Ouest et nord-ouest du Massif Central, caractérisée par une pluviométrie annuelle de 900 à 1 500 mm, maximale en automne et en hiver.
Pour la période 1971-2000, la température annuelle moyenne est de 10,3 °C, avec une amplitude thermique annuelle de 15,5 °C. Le cumul annuel moyen de précipitations est de 785 mm, avec 10,9 jours de précipitations en janvier et 7,5 jours en juillet. Pour la période 1991-2020, la température moyenne annuelle observée sur la station météorologique de Météo-France la plus proche, sur la commune de Durdat-Larequille à 8 km à vol d'oiseau, est de 11,0 °C et le cumul annuel moyen de précipitations est de 879,1 mm,. Pour l'avenir, les paramètres climatiques de la commune estimés pour 2050 selon différents scénarios d'émission de gaz à effet de serre sont consultables sur un site dédié publié par Météo-France en novembre 2022.

## Urbanisme

### Typologie
Au 1er janvier 2024, Malicorne est catégorisée bourg rural, selon la nouvelle grille communale de densité à 7 niveaux définie par l'Insee en 2022.
Elle appartient à l'unité urbaine de Commentry, une agglomération intra-départementale dont elle est une commune de la banlieue,. Par ailleurs la commune fait partie de l'aire d'attraction de Montluçon, dont elle est une commune de la couronne,. Cette aire, qui regroupe 58 communes, est catégorisée dans les aires de 50 000 à moins de 200 000 habitants,.

### Occupation des sols

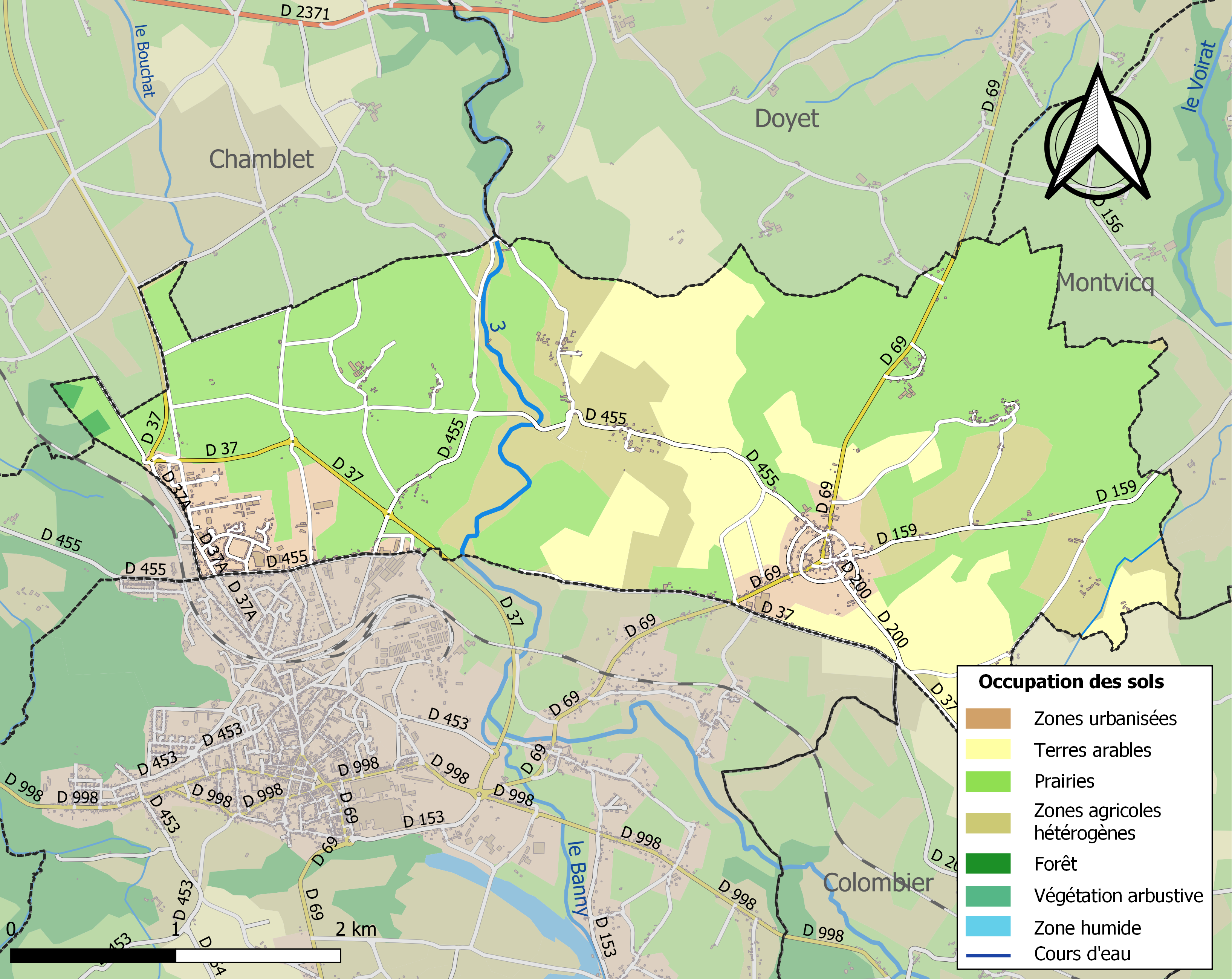
Carte des infrastructures et de l'occupation des sols de la commune en 2018 (CLC).

L'occupation des sols de la commune, telle qu'elle ressort de la base de données européenne d’occupation biophysique des sols Corine Land Cover (CLC), est marquée par l'importance des territoires agricoles (91,5 % en 2018), en diminution par rapport à 1990 (93,5 %). La répartition détaillée en 2018 est la suivante : prairies (54,5 %), terres arables (20,6 %), zones agricoles hétérogènes (16,4 %), zones industrielles ou commerciales et réseaux de communication (4,2 %), zones urbanisées (4 %), forêts (0,3 %).
L'IGN met par ailleurs à disposition un outil en ligne permettant de comparer l’évolution dans le temps de l’occupation des sols de la commune (ou de territoires à des échelles différentes). Plusieurs époques sont accessibles sous forme de cartes ou photos aériennes : la carte de Cassini (XVIIIe siècle), la carte d'état-major (1820-1866) et la période actuelle (1950 à aujourd'hui).

### Voies de communication et transports
Malicorne est traversée par les routes départementales 37, reliant l'ouest de la commune (contournement de Commentry) à Hyds ; 69, reliant Doyet au nord à Comemntry au sud-ouest ; 159, reliant le centre-bourg à Montvicq au nord-est ; 200, reliant le centre-bourg à Colombier ; et 455, desservant la zone d'activités de la Brande à l'ouest de la commune.

## Toponymie
Attestée sous la forme Malicorna en 1381. Selon Ernest Nègre, le nom désigne un lieu où l'on appelle en vain au son du cor.
En dialecte bourbonnais le village est nommé Mal-Y-Corne. Cette zone est celle où se rejoignent et se mélangent la langue d'oïl et la langue d'oc.

## Politique et administration
| Période                                  | Période                      | Identité     | Étiquette | Qualité         |
| ---------------------------------------- | ---------------------------- | ------------ | --------- | --------------- |
| Les données manquantes sont à compléter. |                              |              |           |                 |
| mars 2014,                               | En cours (au 8 juillet 2020) | Serge Baduel | DVG       | Agent technique |

## Population et société

### Démographie
L'évolution du nombre d'habitants est connue à travers les recensements de la population effectués dans la commune depuis 1793. Pour les communes de moins de 10 000 habitants, une enquête de recensement portant sur toute la population est réalisée tous les cinq ans, les populations de référence des années intermédiaires étant quant à elles estimées par interpolation ou extrapolation. Pour la commune, le premier recensement exhaustif entrant dans le cadre du nouveau dispositif a été réalisé en 2005.

En 2022, la commune comptait 768 habitants, en évolution de −4,71 % par rapport à 2016 (Allier : −1,38 %, France hors Mayotte : +2,11 %).
| 1793 | 1800 | 1806 | 1821 | 1831 | 1836 | 1841 | 1846 | 1851 |
| ---- | ---- | ---- | ---- | ---- | ---- | ---- | ---- | ---- |
| 400  | 413  | 381  | 527  | 515  | 504  | 522  | 589  | 629  |

| 1856 | 1861 | 1866 | 1872 | 1876 | 1881 | 1886 | 1891 | 1896 |
| ---- | ---- | ---- | ---- | ---- | ---- | ---- | ---- | ---- |
| 705  | 730  | 783  | 809  | 899  | 906  | 958  | 951  | 942  |

| 1901 | 1906 | 1911 | 1921 | 1926 | 1931 | 1936 | 1946 | 1954 |
| ---- | ---- | ---- | ---- | ---- | ---- | ---- | ---- | ---- |
| 844  | 846  | 799  | 656  | 642  | 594  | 517  | 507  | 534  |

| 1962 | 1968 | 1975 | 1982 | 1990 | 1999 | 2005 | 2006 | 2010 |
| ---- | ---- | ---- | ---- | ---- | ---- | ---- | ---- | ---- |
| 483  | 485  | 528  | 524  | 822  | 814  | 843  | 846  | 830  |

| 2015 | 2020 | 2022 | - | - | - | - | - | - |
| ---- | ---- | ---- | - | - | - | - | - | - |
| 811  | 776  | 768  | - | - | - | - | - | - |

## Économie
- Delbard, roseraies et pépinières.
- Forécreu (fabrication d’outils de coupe à circulation d’huile, instruments et implants orthopédiques), usine sur la ZAC de la Brande équipée de grosses presses d'extrusion.

## Culture locale et patrimoine

### Lieux et monuments
- Église Saint-Préjet du dernier quart du XIIe et dernier quart du XIXe siècle dont :
  - La façade, classée au titre des monuments historiques depuis le 5 octobre 1932[26].
  - L'église (à l'exception de l'étage supérieur du clocher, la couverture et le clocheton) classée au titre des monuments historiques depuis le 13 juin 1939[26].
  - Les parties hautes du clocher (sauf les parties déjà classées) inscrites au titre des monuments historiques depuis le 29 décembre 2004[26].
- Chapelle Notre-Dame d'Urcies, petit édifice roman qui se trouve aujourd'hui dans le cimetière de la commune, au nord-ouest du bourg[27]. La statue en pierre de la Vierge (Madone des Sept Douleurs), qui se trouvait autrefois dans la chapelle et qui faisait l'objet d'un pèlerinage assez fréquenté, est aujourd'hui dans l'église paroissiale[28].
- Jardins vergers créés par l'entreprise Delbard ; Georges Delbard, son fondateur, est originaire du village.
- Fontaine de la Bassié.

### Personnalités liées à la commune
- Georges Delbard (1906-1999), pépiniériste, créateur de la société Delbard. Il est né et est mort dans la commune.
- Robert Delbard, géomètre et auteur d'ouvrages sur sa spécialité.

### Héraldique
|  | Les armes de la commune se blasonnent ainsi : D’azur semé de fleurs de lys d’or au bâton de gueules brochant sur le tout, à la licorne saillante d’argent, la tête contournée, surbrochant. |